# Johann Christoph Kayßer
Johann Christoph Kayßer (* 1693 in Preßburg; † 1720 in Tübingen) war ein württembergischer Maler. Als Maler lebte er in Tübingen seit 1717.

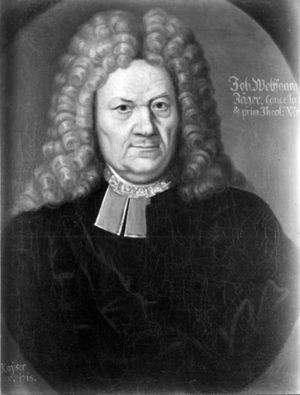
Johann Wolfgang Jäger (1718, Tübinger Professorengalerie)

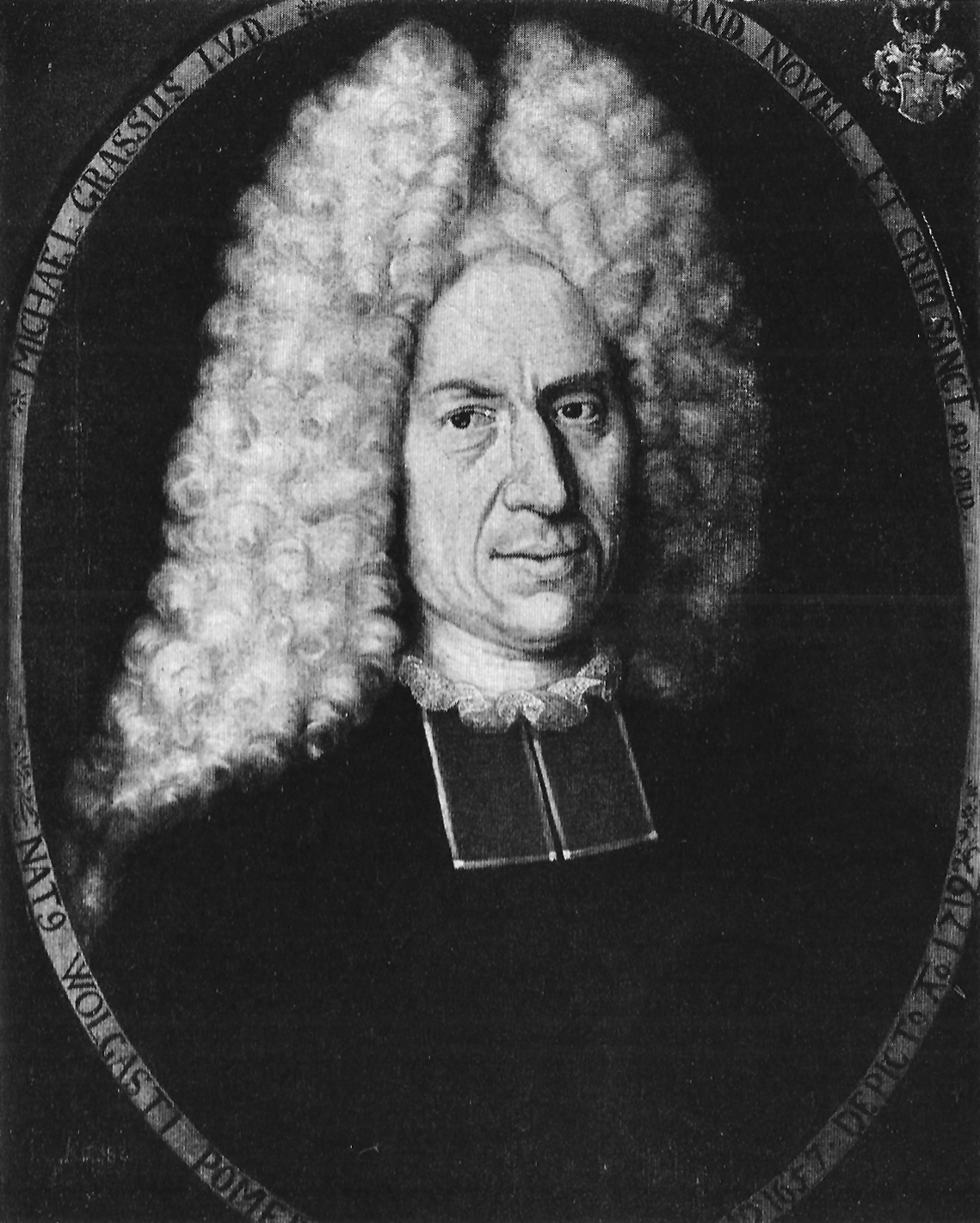
Michael Grass der Jüngere (1719, Tübinger Professorengalerie)

## Leben
Johann Christoph Kayßer kam etwa 1710 nach Stuttgart, wo er Arbeit in der Hofkanzlei fand. Es ist rätselhaft, wann er sich mit der Malerei befasste. Ab 1717 war er als Maler in Tübingen tätig. Die drei damals in Tübingen tätigen Universitätsmaler Johann Emmanuel Schleich, Johann Gottfried Schreiber und Johann Glocker nahmen an, dass er sich unbefugt in Tübingen aufhielte, und beklagten sich in einem gemeinsamen Schreiben an den Universitätssenat, dass er ihnen die schon sowieso in Tübingen knappe Arbeit wegnähme. Kayßer hatte zu diesem Zeitpunkt vielleicht noch keine offizielle Genehmigung, in Tübingen arbeiten zu dürfen, aber wohl eine inoffizielle, die er sicher seiner früheren Arbeit in der Stuttgarter Kanzlei zu verdanken hatte. Bereits 1718 bekam Kayßer Aufträge für drei Bildnisse für die Tübinger Professorengalerie und im darauf folgenden Jahr für zwei weitere. 1719 bekam er auch formell das begehrte akademische Bürgerrecht der Universität Tübingen. Es war offensichtlich, dass er gegenüber anderen Tübinger Malern favorisiert wurde. Allerdings ist Kayßer bereits im folgenden Jahr mit 27 Jahren plötzlich gestorben.
Seine Bildnisse der Tübinger Professoren „zeigen eine fast aufdringliche physiognomische Wiedergabe in hellem, modellierendem Licht und mit einem mehr als sonst im Land gewohnten barocken Effekt“.

## Berühmtere Arbeiten
- 1718: Prof. Johann Conrad Creiling (Öl auf Leinwand, Tübinger Professorengalerie)
- 1718: Prof. Ernst Theophil Maier (1651–1727, Öl auf Leinwand, Tübinger Professorengalerie)
- 1718: Prof. Johann Wolfgang Jäger (Öl auf Leinwand, Tübinger Professorengalerie)
- 1719: Prof. Michael Grass der Jüngere (Öl auf Leinwand, Tübinger Professorengalerie)
- 1719: Prof. Johann Christian Neu (1668–1720, Öl auf Leinwand, Tübinger Professorengalerie)